# Emmanuelle Derly
Emmanuelle Derly (30 april 1970) is een tennisspeelster uit Frankrijk.
In 1985 speelde zij eenmaal voor Frankrijk in de Fed Cup.
In 1988 speelde zij als verliezend finaliste de meisjesfinale van het Australian Open.
Later dat jaar won ze samen met Alexia Dechaume ook de meisjesfinale van Roland Garros. Op Wimbledon verloor ze de meisjesfinale van de Nederlandse Brenda Schultz. In 1988 speelde zij ook nog samen met Alexia Dechaume op het hoofdtoernooi van het damesdubbelspel op Wimbledon, waar zij tot de derde ronde kwamen.